# 東宝南街ビル
東宝南街ビル（とうほうなんがいビル）は、大阪府大阪市中央区難波3丁目に所在する複合ビルである。2006年に完成し、同年9月22日に開業した。

## なんばマルイ
なんばマルイ（NAMBA MARUI）は、東宝南街ビルのキーテナントである丸井の店舗で、地下1階から7階まで入居している。
158のブランドが並び、近畿地方では神戸マルイに続き2店目。開業初年度は170億円の売り上げ見込みに対して165億円だった。

### 主要テナント
テナントに関してはなんばマルイのフロアガイド参照。
- ユニクロ
- GU
- セリア
- コクミン

## TOHOシネマズなんば 本館
TOHOシネマズなんば 本館（とうほうシネマズなんば ほんかん、TOHO CINEMAS NAMBA）は、9スクリーン／1,759席（車いす席18）を持つシネマコンプレックス。
別館との一体運営となっており「TOHOシネマズなんば」は12スクリーン／2,233席（車椅子24席）となっている。
- 2006年9月22日 - 「TOHOシネマズなんば」（東宝経営／TOHOシネマズ運営）として開館。
- 2006年10月1日 - 経営が東宝からTOHOシネマズへ移管。
- 2011年5月20日 - 敷島シネポップ（現：TOHOシネマズなんば 別館）と合併し「TOHOシネマズなんば 本館」となった。

| スクリーン | 旧名称  | 座席数  | 車いす席 | 特別仕様             | 音響設備       |
| ---------- | ------- | ------- | -------- | -------------------- | -------------- |
| 1          | 1       | 335     | 2        |                      | デジタル5.1ch  |
| 2          | 2       | 453     | 3        | IMAXデジタルシアター | デジタル12.1ch |
| 3          | 3       | 94      | 2        |                      | デジタル5.1ch  |
| 4          | 4       | 118     | 2        |                      | デジタル5.1ch  |
| 5          | 5       | 112     | 2        | MediaMation MX4D     | デジタル5.1ch  |
| 6          | 6       | 181     | 2        |                      | デジタル5.1ch  |
| 7          | 7       | 270     | 2        |                      | デジタル5.1ch  |
| 8          | SELECT  | 118     | 2        |                      | デジタル5.1ch  |
| 9          | PREMIER | 79（60) | 1        |                      | デジタル5.1ch  | スクリーン9の()はリニューアル前の座席数、以前は全席リクライニングシート完備であった。

## 交通アクセス
- 南海電鉄難波駅およびOsaka Metro難波駅 すぐ